# Taumel
Taumel è un film muto del 1919 diretto da Hubert Moest. Ha come interpreti principali l'attrice Hedda Vernon (moglie del regista), Alfred Abel e Paul Hartmann.

## Produzione
Il film fu prodotto dalla Maak-Film di Lipsia.

## Distribuzione
A Berlino, la pellicola ottenne il visto di censura 255 il 21 agosto 1920 che vietava la visione ai minori.